# Kurt Frentzen
Emil Karl Kurt Frentzen (* 22. Mai 1892 in Berlin; † 29. Oktober 1945 in Salem-Mimmenhausen) war ein deutscher Paläontologe und Paläobotaniker.
Frentzen wurde 1916 in Freiburg im Breisgau promoviert. Er war Konservator an der Badischen Landessammlung für Naturkunde und Professor an der Technischen Hochschule in Karlsruhe.
Er befasste sich seit seiner Dissertation mit der Flora des Buntsandsteins in Baden-Württemberg und habilitierte sich 1931 ebenfalls über den Buntsandstein im süddeutschen Raum und seine Paläoökologie. Weiter befasste er sich mit der Fauna der Amaltheenschichten (Lias Delta, benannt nach dem namensgebenden Leitfossil, den Ammoniten der Gattung Amaltheus) und Foraminiferen des Jura.

## Schriften
- Die Flora des Buntsandsteins Badens, Mitt. Badischen Geologischen Landesanstalt, 8, 1915 (Dissertation)
- Die Keuperflora Badens. In: Verhandlungen des naturwissenschaftlichen Vereins zu Karlsruhe, 28, 1922, S. 1–76
- Beiträge zur Kenntnis der fossilen  Flora des südwestlichen Deutschland. III: Lettenkohlen- und Schilfsandsteinflora. In: Jahresberichte und Mitteilungen des oberrheinischen geologischen Vereins, Neue Folge, 10, 1922, S. 63–73; 11, 1922, S. 1–14
- Die Pflanzen des Paläozoikums und Mesozoikums, in: Wilhelm Salomon-Calvi (Herausgeber), Oberrheinischer Fossilkatalog, Borntraeger 1931
- Die Bildungsgeschichte des oberen Buntsandsteins Südwestdeutschlands im Lichte der Paläontologie, Zeitschrift der Deutschen Geologischen Gesellschaft, Band 38, 1931, 517–541 (Habilitationsschrift)
- Die wichtigsten Fundstellen fossiler Pflanzen in Baden und die Entstehung ihrer pflanzenführenden Schichten, 5. Muschelkalk, 6. Keuper, 7. Rhät, 8. Jura, 9. Tertiär. In: Badische Geologische Abhandlungen, 3, 1931, S. 41–65
- Der Lias Delta (Amaltheen-Schichten) im Gebiete zwischen Aselfingen und Aalen, Sitzungsberichte Heidelberger Akad. Wiss., 1934, 2
- Ontogenie, Phylogenie und Systematik der Amaltheen des Lias Delta Südwestdeutschlands, Sitzungsberichte Heidelberger Akad. Wiss., Math-Naturwiss. Klasse 1937
- Die Foraminiferenfaunen des Lias, Doggers und unteren Malms der Umgebung von Blumberg (Oberes Wutachgebiet), Beiträge zur naturkundlichen Forschung im Oberrheingebiet 6, 1941, S. 126–402
- Die Foraminiferen-Fauna der Hamitenschichten (Strenoceras-Horizont) des oberen Doggers im mittleren Württemberg, Zentralblatt f. Mineralogie, Geologie und Paläontologie, B, Jahrgang 1942, Nr. 9
- Über Massenvorkommen von Holothurien-Resten im Jura Badens, Neues Jahrbuch für Mineralogie, Geologie und Paläontologie, Monatshefte, Abt. B, Heft 4, 1944
- Kurzbiografie E.K.K. Frentzen mit Bild auf S. 76